# 萨拉·温克利斯
萨拉·温克利斯（英語：Sarah Winckless，1973年10月18日—），英国女子赛艇运动员。她曾代表英国参加2000年、2004年和2008年夏季奥林匹克运动会赛艇比赛，其中2004年奥运会获得一枚铜牌。